# Hussein El Sayed
Hussein Sayed là một cầu thủ bóng đá người Ai Cập hiện tại thi đấu cho câu lạc bộ Ả Rập Xê Út Al-Ettifaq theo dạng cho mượn từ Al-Ahly và đội tuyển quốc gia Ai Cập. Anh có màn ra mắt dưới thời Shawky Gharib vào ngày 4 tháng 6 năm 2014 trong trận giao hữu trước Jamaica.

## Thống kê
Cập nhật gần đây nhất 21 tháng 7 năm 2017

### Với câu lạc bộ
| Câu lạc bộ     | Mùa giải         | Giải vô địch | Giải vô địch | Cúp     | Cúp       | Châu lục | Châu lục  | Khác    | Khác      | Tổng cộng | Tổng cộng |
| Câu lạc bộ     | Mùa giải         | Số trận      | Bàn thắng    | Số trận | Bàn thắng | Số trận  | Bàn thắng | Số trận | Bàn thắng | Số trận   | Bàn thắng |
| -------------- | ---------------- | ------------ | ------------ | ------- | --------- | -------- | --------- | ------- | --------- | --------- | --------- |
| Al-Ahly        | 2010–2011        | 1            | 0            | 0       | 0         | 0        | 0         | 0       | 0         | 1         | 0         |
| Al-Ahly        | Tổng cộng        | 1            | 0            | 0       | 0         | 0        | 0         | 0       | 0         | 1         | 0         |
| Misr El-Makasa | 2011–2012 (mượn) | 4            | 0            | 0       | 0         | —        | —         | —       | —         | 4         | 0         |
| Misr El-Makasa | 2012–2013        | 9            | 0            | 0       | 0         | —        | —         | —       | —         | 9         | 0         |
| Misr El-Makasa | 2013–2014        | 12           | 2            | 1       | 0         | —        | —         | —       | —         | 13        | 2         |
| Misr El-Makasa | Tổng cộng        | 25           | 2            | 1       | 0         | —        | —         | —       | —         | 26        | 2         |
| Al-Ahly        | 2014–2015        | 15           | 1            | 4       | 2         | 5        | 0         | 1       | 0         | 25        | 3         |
| Al-Ahly        | 2015–2016        | 7            | 0            | 2       | 0         | 1        | 0         | 1       | 0         | 11        | 0         |
| Al-Ahly        | 2016–2017        | 4            | 0            | 0       | 0         | 1        | 0         | 0       | 0         | 5         | 0         |
| Al-Ahly        | 2017–2018        | 0            | 0            | 0       | 0         | 0        | 0         | 0       | 0         | 0         | 0         |
| Al-Ahly        | Tổng cộng        | 26           | 1            | 6       | 2         | 7        | 0         | 2       | 0         | 41        | 3         |